# Filip Ivić
Filip Ivić (Zagreb, 20 de agosto de 1992) es un jugador de balonmano croata que juega como portero en el Eurofarm Pelister y en la selección de balonmano de Croacia.

## Palmarés

### RK Zagreb
- Liga de Croacia de balonmano (7): 2011, 2012, 2013, 2014, 2015, 2016, 2022
- Copa de Croacia de balonmano (7): 2011, 2012, 2013, 2014, 2015, 2016, 2022

### Kielce
- Liga polaca de balonmano (3): 2017, 2018, 2019
- Copa de Polonia de balonmano (3): 2017, 2018, 2019

## Clubes
- RK Zagreb (2010-2016)
- Vive Tauron Kielce (2016-2019)[4]
- VfL Gummersbach (2019-2020)
- RK Celje (2020-2021)
- RK Zagreb (2021-2022)
- Chambéry Savoie Handball (2022-2024)
- Eurofarm Pelister (2024- )